# Ураса Монгколнавін
Пані Ураса Монгколнавін (Urasa Mongkolnavin) — таїландська дипломатка. Надзвичайний і Повноважний Посол Таїланду в Польщі та в Україні за сумісництвом (з 2024).

## Життєпис
У 2006 році Перший секретар посольства Королівства Таїланд в ЄС.
До 2022 року — міністр, заступник посла Посольства Королівства Таїланду в Лондоні.
З 2022 — Надзвичайний і Повноважний Посол Королівства Таїланд в Республіці Польща.
8 лютого 2023 року вручила вірчі грамоти Президенту Польщі Анджею Дуді
22 квітня 2024 року вручила копії вірчіх грамот заступнику міністра закордонних справ України Андрію Сибігі
22 квітня 2024 року вручила вірчі грамоти Президенту України Володимиру Зеленському